# Пашкевич, Максим Олегович
Максим Олегович Пашкевич (бел. Максім Алегавіч Пашкевіч; род. 3 апреля 2002, Сморгонь, Гродненская область) — белорусский футболист, нападающий клуба «Энергетик-БГУ».

## Карьера

### «Сморгонь»

#### Начало карьеры
Воспитанник футбольной академии «Сморгони». В 2021 году футболист стал выступать за дублирующий состав сморгонского клуба. За основную команду клуба футболист дебютировал 2 июля 2021 года в матче против столичного «Минска», выйдя на замену на 90 минуте. На протяжении сезона футболист выступал за клуб в роли игрока замены. По итогу сезона футболист вместе с клубом завершил чемпионат на итоговом предпоследнем месте, вылетев в Первую лигу. В начале 2022 года футболист тренировался с основной командой клуба. Первый матч в сезоне футболист сыграл 14 мая 2022 года против новополоцкого «Нафтана», выйдя на замену на 86 минуте. Однако закрепиться в основной команде клуба у футболиста не вышло, больше за сезон на поле не выйдя.

#### Аренда в «Осиповичи»
В июле 2022 года футболист на правах арендного соглашения присоединился к «Осиповичам» до конца сезона. Дебютировал за клуб футболист 3 июля 2022 года в матче против «Молодечно-2018», выйдя на замену на 73 минуте. На протяжении сезона футболист выступал за клуб в качестве игрока замены, результативными действиями не отличившись. По итогу сезона футболист вместе с клубом завершил чемпионат на итоговом предпоследнем месте. По окончании срока арендного соглашения футболист покинул осиповичский клуб. В 2023 году футболист весь сезон провёл за дублирующий состав «Сморгони», также неоднократно попадая в заявки основной команды.

#### Аренда в «Слоним-2017»
В апреле 2024 года футболист на правах арендного соглашения присоединился к «Слониму-2017» до коцна сезона.